# Giovanni Battista Guccia
Giovanni Battista Guccia (Palermo, 21 de octubre de 1855 - Palermo, 29 de octubre de 1914) fue un matemático italiano.

## Biografía
Guccia nació en Palermo en el seno de una familia aristocrática y rica. Se licenció en matemáticas en 1880 en la Universidad de Roma, donde fue alumno de Luigi Cremona. Su tesis doctoral fue presentada en el congreso científico de Reims y luego publicada con el título "Sobre una clase de superficies representables punto por punto en un plano" en los "Comptes-rendus de l'Association française pour l'avancement des sciences". En 1887, la revista francesa Comptes Rendus publicó su artículo "Teorema sobre los puntos singulares de una superficie algebraica".
En 1889, tras solicitar una cátedra, fue nombrado profesor titular de geometría en la Universidad de Palermo, cargo que ocupó durante el resto de su vida.
En 1884 fundó, contribuyendo personalmente tanto financiera como intelectualmente, el Circolo Matematico di Palermo (Sociedad Matemática de Palermo). El Circolo publicó una revista llamada Rendiconti del Circolo di Palermo que atrajo manuscritos de matemáticos eminentes. Michele Gebbia (1854-1929), Giovanni Maisano (1851-1929), Michele Luigi Albeggiani (1852-1943) y Francesco Paolo Paternò (1852-1927) fueron fundamentales para ayudar a Guccia a llevar la Rendiconti a la imprenta.
Su obra científica consta de unos 50 artículos sobre geometría algebraica, en particular transformaciones de Cremona, clasificación de curvas y propiedades proyectivas de las curvas.